# Licancabur
Licancabur (von Kunza: Lickanckabur bzw. Licancaur = „Berg des Volkes“) ist ein 5920 m hoher inaktiver Vulkan in der Cordillera Occidental. 

## Lage und Umgebung
Er liegt auf der Grenze zwischen Bolivien und Chile nahe der Laguna Verde und überragt die Atacamawüste. Er befindet sich in der Reserva Nacional de Fauna Andina Eduardo Abaroa in direkter Nachbarschaft zum nur 200 m niedrigeren Vulkan Juriques. Nächstgelegener Ort ist das chilenische Dorf San Pedro de Atacama. Direkt vor dem Berg befindet sich die bekannte Laguna Verde. 

## Kratersee
In seinem Krater befindet sich einer der höchstgelegenen Seen der Welt, in dem trotz Außentemperaturen bis −30 °C eine Vielzahl an Lebewesen gedeihen. Wegen der extremen Umweltbedingungen ist diese Flora und Fauna im etwa 5000 m² großen See von evolutionärem Interesse; die NASA und das SETI-Institut haben bereits eine Reihe von Expeditionen zum Gipfel unternommen. Erkenntnisse über die Anpassung der Tiere und Pflanzen an die extremen Bedingungen sollen helfen, die Entwicklung des Lebens in seinen frühesten Stadien zu verstehen. Ende Dezember 2003 wurde am Gipfel mit einem UV-Index von 43 die höchste jemals auf der Erdoberfläche registrierte UV-Strahlung gemessen.

## Zugang
Der Normalweg zum Gipfel geht von der auf bolivianischer Seite gelegenen Laguna Verde aus. Von der chilenischen Seite ist der Aufstieg deutlich beschwerlicher und nur mit genauer Ortskenntnis möglich, da das Gelände dort vermint ist. Der Weg zum Gipfel selbst ist durch die weiche vulkanische Asche, das scharfkantige Geröll und die große Höhe sehr mühsam. Der Gipfel ist auf der bolivianischen Seite (im Gegensatz zur chilenischen) meist eisfrei. Sowohl entlang des Normalweges als auch direkt am Gipfel stehen Überreste von Bauwerken aus der Inka-Zeit. Agenturen in San Pedro de Atacama (Chile) und Uyuni (Bolivien) bieten geführte Touren zum Gipfel an.

## Bilder

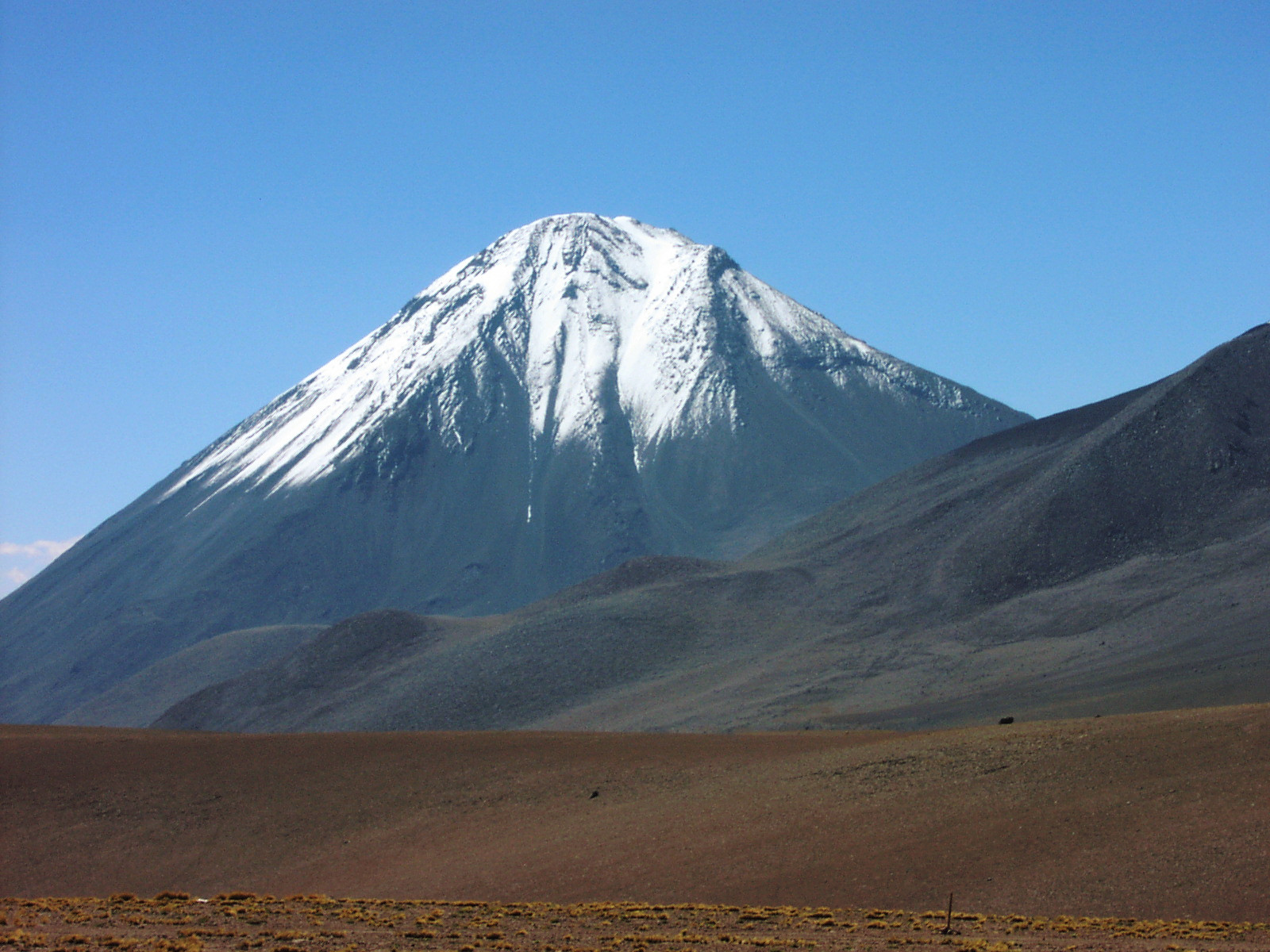
Licancabur von der Straße nach San Pedro de Atacama.
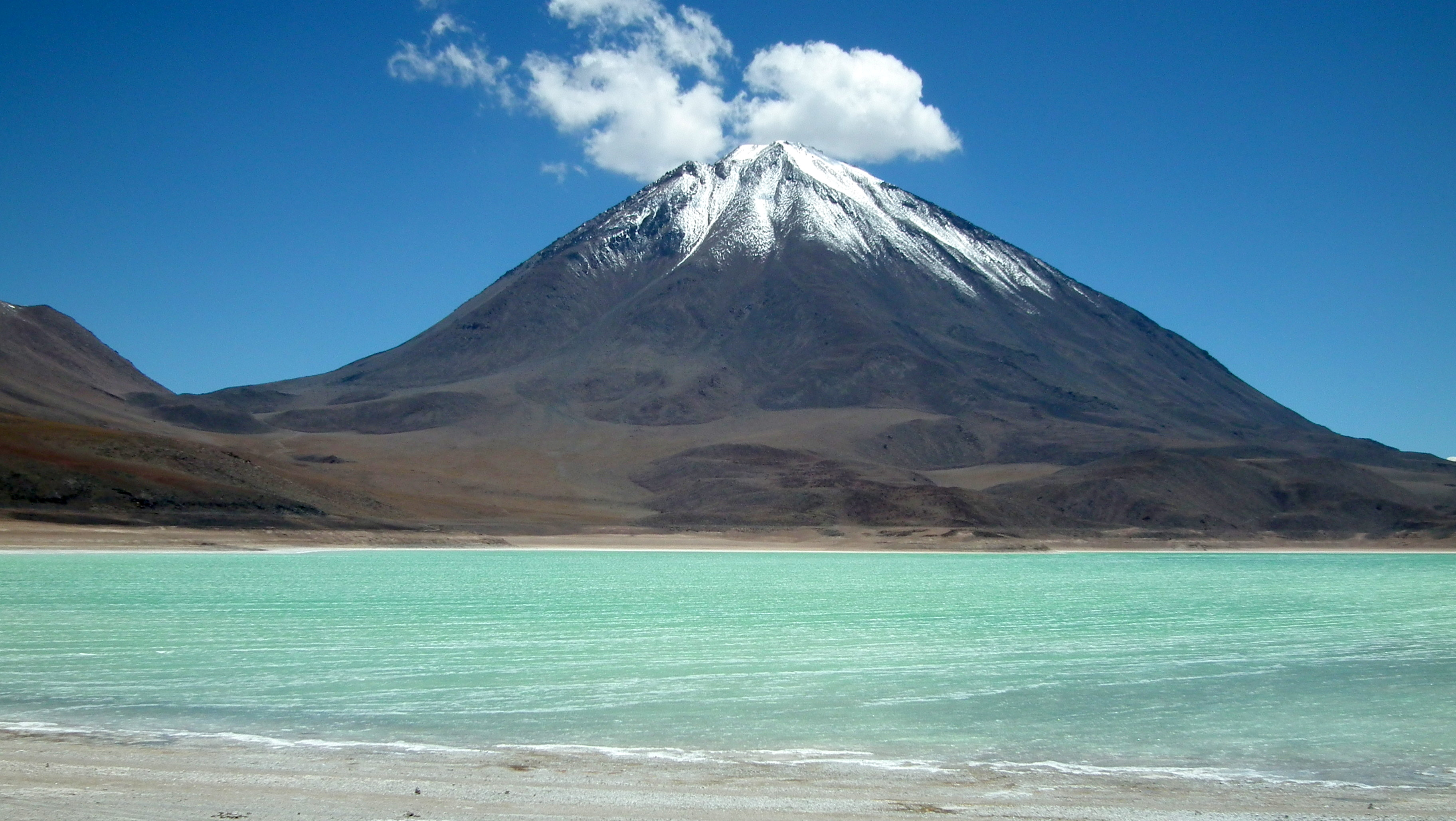
Licancabur und die Laguna Verde.
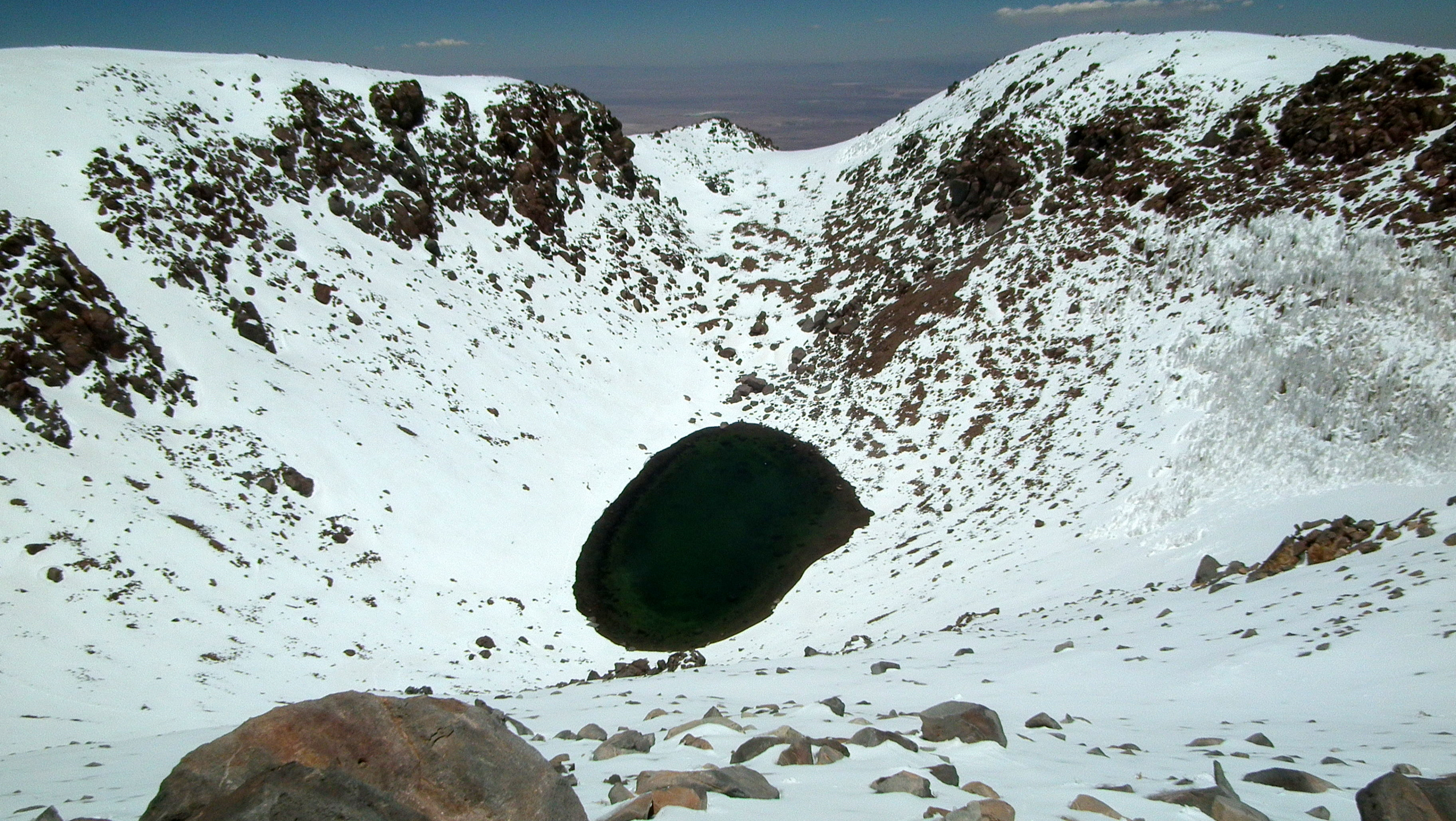
Kratersee des Licancabur vom Gipfel gesehen.
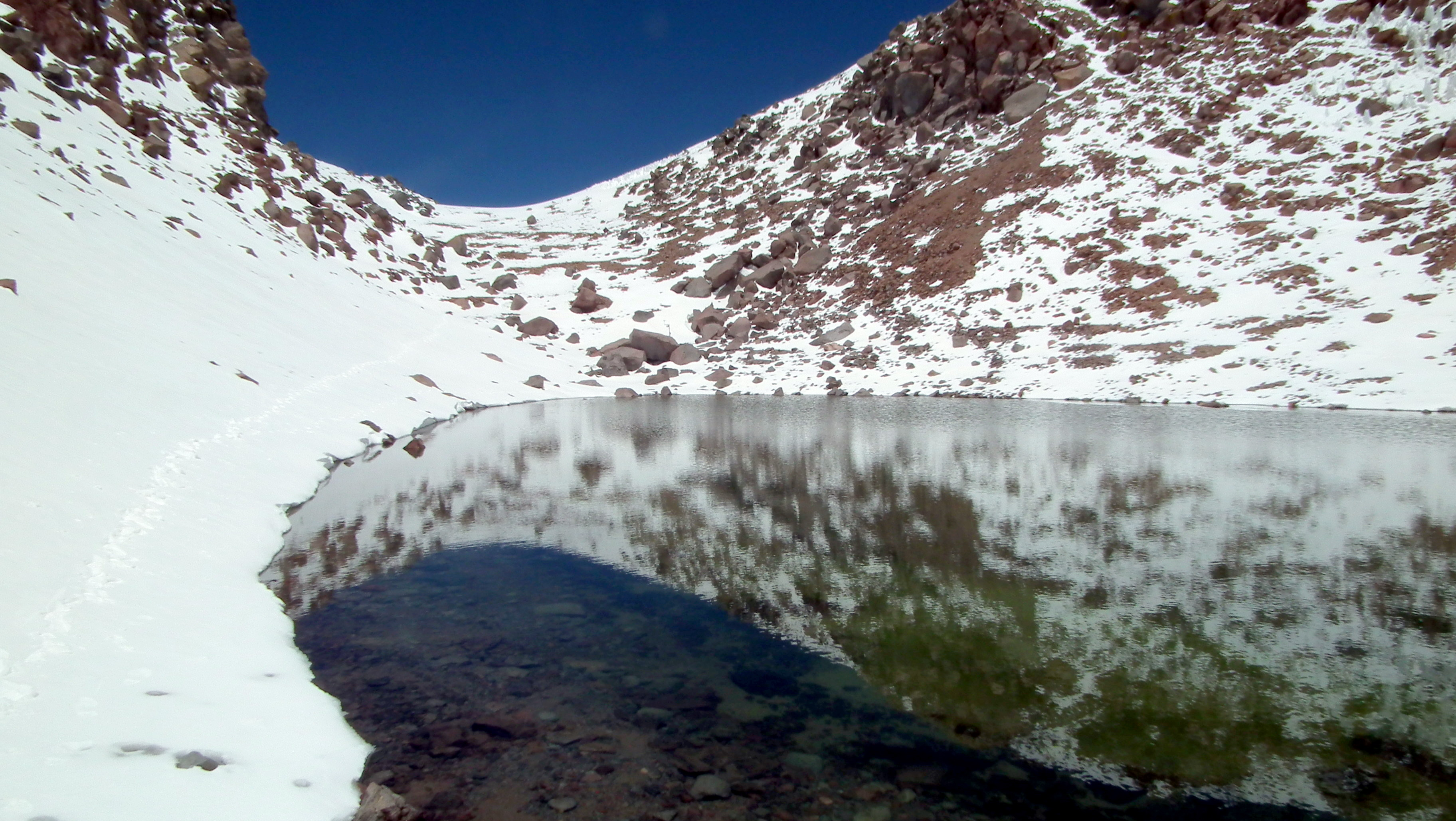
Uferrand des Kratersees.